# Hawas
Hawas' (tłum. "Pożądanie") to bollywoodzki thriller erotyczny z 2004 roku, remake hollywoodzkiego filmu Unfaithful (z Richard Gere. Wyreżyserował go Karan Razdan (autor Girlfriend).
Inna wersja tego filmu to znany thriller bollywoodzki Murder (z Emraan Hashmi).

## Obsada
- Shawar Ali – Raj Mittal
- Tarun Arora – Ajay Rastogi
- Madina – tancerka
- Meghna Naidu – Sapna R. Mittal
- Noora – tancerka
- Vivek Shaq – dubajski policjant Hassan (jako Vivek Shauqe)
- Mukesh Tiwari – inspektor policji w Dubaju Rashid